# Unterlunkhofen
Unterlunkhofen (toponimo tedesco) è un comune svizzero di 1 385 abitanti del Canton Argovia, nel distretto di Bremgarten.

## Storia

### Simboli
Lo stemma, in uso dal comune dal 1929, riprende il sigillo del nobile Hugo von Lunkhofen, risalente al 1255. Rappresenta simbolicamente la strada principale (in rosso) e i tre torrenti (in azzurro) Schwarzbächli, Arnibach e Wydenbächli, che attraversano l'abitato.

## Monumenti e luoghi d'interesse

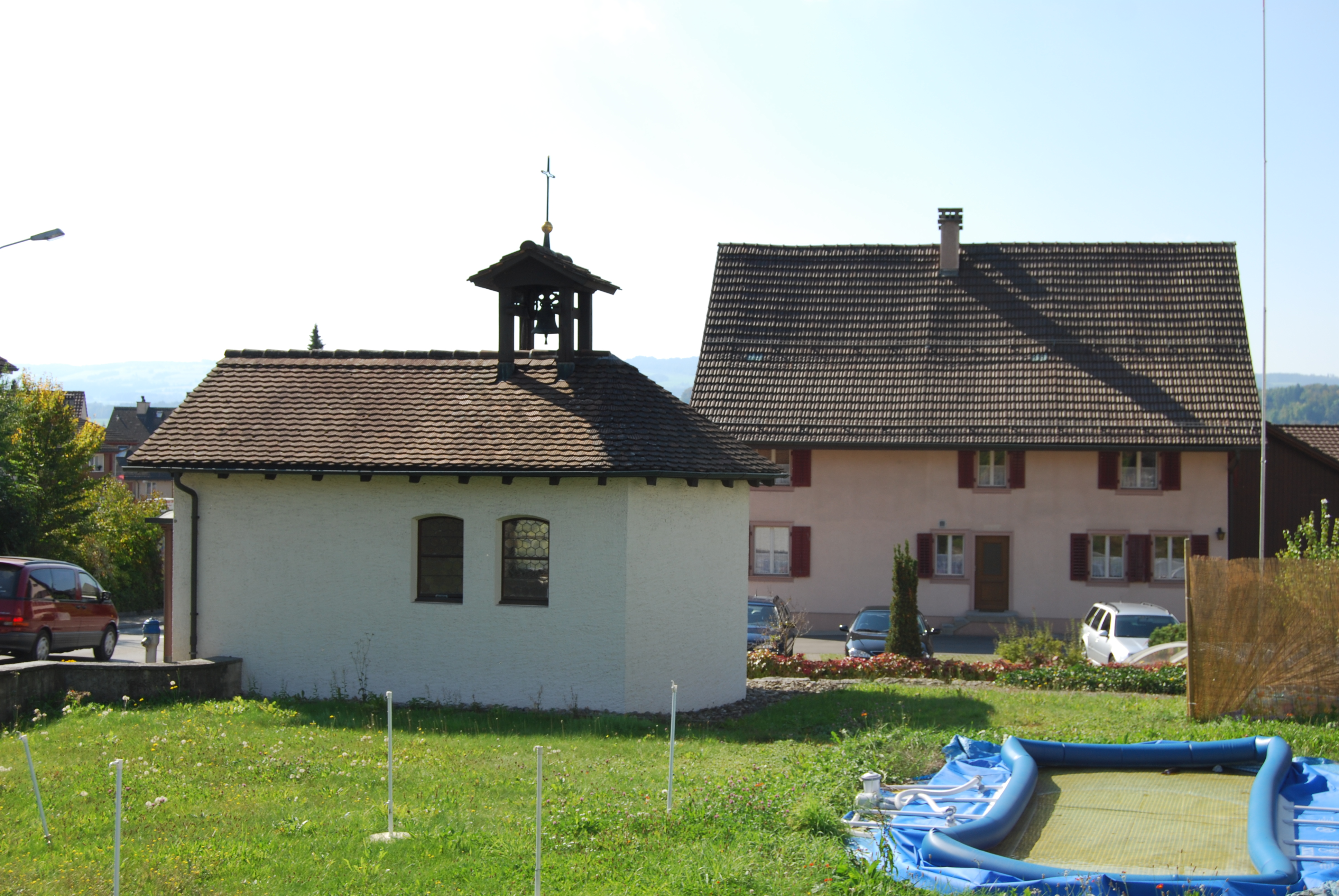
La cappella cattolica di Santa Maria

- Chiesa cattolica di Santa Maria, attestata dal 1672 e ricostruita nel 1937[1].

## Società

### Evoluzione demografica
L'evoluzione demografica è riportata nella seguente tabella:
Abitanti censiti

## Amministrazione
Ogni famiglia originaria del luogo fa parte del cosiddetto comune patriziale e ha la responsabilità della manutenzione di ogni bene ricadente all'interno dei confini del comune.